# 揚田亜紀
揚田 亜紀（あがりた あき、旧芸名：あがりた 亜紀→揚田.あき、1972年6月7日 - ）は日本の実業家、タレント、グラビアモデル。生まれは和歌山県で、育ちは千葉県。

## 来歴
小さい頃からアイドル歌手に憧れ、オーディションを受けまくった。そして、1990年、18歳のときに雑誌「Momoco」にモモコクラブのメンバーとしてグラビアに登場した。山口百恵を育てた元ホリプロ関係者にスカウトされ芸能界入り。「第二の山口百恵」「今世紀最大の美女」のキャッチフレーズで「あがりた亜紀」の名前でタレント、グラビアモデルとしてデビュー、CD「ARIGATAYA」も発売した。その後は、バラエティー番組やテレビドラマを中心に活躍し、テレビニュースのレポーターとしても活動した。アイドル時代は過激なダイエットから容貌が激変し、母親が揚田だと分からなかったこともあったという。デビューから4年経った22歳のころ、「健康と美容とダイエットの三つがそろわないとだめなんだ」ということを自覚し、生搾りのケールの青汁を毎日1杯飲むようになったという。
1999年、揚田あきに改名し、所属事務所をオリオンズベルトに移籍した。
2003年、日本テレビ系の創業支援番組「¥マネーの虎」で「健康を気にしながら遊べるお店を作りたい」と訴え、開業資金を獲得した。その後、番組終了までに開業が間に合わず、資金は辞退することになったが、視聴者からの要望が強く、2004年7月に自力で麻布十番に野菜ジュースと食事の店をオープンさせた。健康ドリンクの材料は大分県の契約農家から仕入れている。2008年3月、「健康ドリンクバー・揚田.あき」の2号店を銀座でオープンさせた。揚田の健康ドリンクバーは様々な媒体で取り上げられた。
2006年9月、東京国際フォーラムで事業に関して講演するなど、講演活動も行っている。2007年6月、健康関連の株式会社アガリタ.アキをたちあげた。野菜ソムリエと健康管理士の資格も取得した。
2012年4月にオリオンズベルトを退社し、フリーとなった。現在は本名の「揚田亜紀」で活動している。
2013年に歯科医の男性と結婚。2014年10月、茨城県牛久市に歯科医院「ヒナ歯科」を開業。同医院は2017年11月6日放送の『バイキング』でも特集が組まれた。2016年４月女子出産、また揚田は結婚を機にお店を閉店し、OLからビジネスマン、経営者、医師など幅広い層を対象にビジネスコミュニケーション講座を行っている。

## 所属事務所経歴
- オーガストクラブ～オリオンズベルト～フリー

## 人物
大西結花、リリーフランキー、つんく♂、田村淳、島崎和歌子、宍戸留美、小沢真珠、松村邦洋、葛山信吾、萩原聖人、さまぁ〜ず、出川哲朗、大東めぐみらと親交がある。

## 主な出演作品
- ボクたちのドラマシリーズ その時、ハートは盗まれた（1992年11月 - 12月、フジテレビ系）- 吉田妙子 役
- 君に伝えたい 第8回「私の恋は売約済み」（1994年5月21日、TBS系）
- スキヤキ（1995年、監督：すずきじゅんいち、フイルムヴォイス）[16]
- さむらい探偵事件簿（1996年 - 1997年、NHK） - はる 役
- ちゅらさん（2001年、NHK）

## 著書
- 『やせるが勝ち!?』実業之日本社、1997年6月。ISBN 978-4408102368。